# Sinbad marinarul
Sindbad marinarul (scris și Sinbad; în arabă السندباد البحري, pronunțat Sindibādu al-Baḥriyy) este un personaj fictiv de marinar și eroul unui ciclu de povești originare din  Orientul Mijlociu; este descris ca trăind în Bagdad, în timpul Califatului Abbasid. În timpul călătoriilor sale prin mările din estul Africii și sudul Asiei, el are diverse aventuri fantastice prin locuri magice, întâlniri cu monștri, și se confruntă cu fenomene supranaturale.
În traducerea în limba română a lui Haralambie Grămescu și Dumitru Murărașu apărută la Editura Minerva în colecția Biblioteca pentru toți, Șeherezada spune Povestea lui Sindbad marinarul între nopțile 290 și 316, cuprinse în volumul cinci, apărut în 1971.

Coperta cărții O mie si una de nopți-Povestea lui Sindbad-Marinarul

## Origini și surse
Poveștile despre Sinbad sunt o adăugare relativ târzie la colecția celor O mie și una de nopți - ele nu figurează în cele mai vechi manuscrise din secolul al XIV-lea, și apar ca un ciclu independent în colecții din secolul al XVII-lea și al XVIII-lea. Prima asociere cunoscută a acestora este o colecție turcească din 1637.
Influențele includ epopeile homerice (deosebit de familiare în lumea de limbă arabă - au fost traduse în această limbă cu mult timp în urmă, începând cu secolul al VIII-lea d.Hr., la curtea califului al-Mahdi), Alexandria („Viața lui Alexandru Macedon”) de la sfârșitul secolului al III-lea / începutul secolului al IV-lea, și până la „Cartea animalelor” de Al-Jahiz din secolul al IX-lea, dar și multe surse „recente”, reflectând experiențele din secolul al XIII-lea ale marinarilor arabi care au înfruntat Oceanul Indian.
Întâmplările din ciclul Sinbad marinarul se petrec în timpul domniei califului abbasid Harun al-Rashid. Au apărut pentru prima dată în limba engleză ca povestea cu numărul 120 în volumul șase al traducerii cărții celor O mie și una de nopți a lui Sir Richard Francis Burton, în 1885.

## Poveștile

### Prolog: Sindbad hamalul și Sindbad marinarul

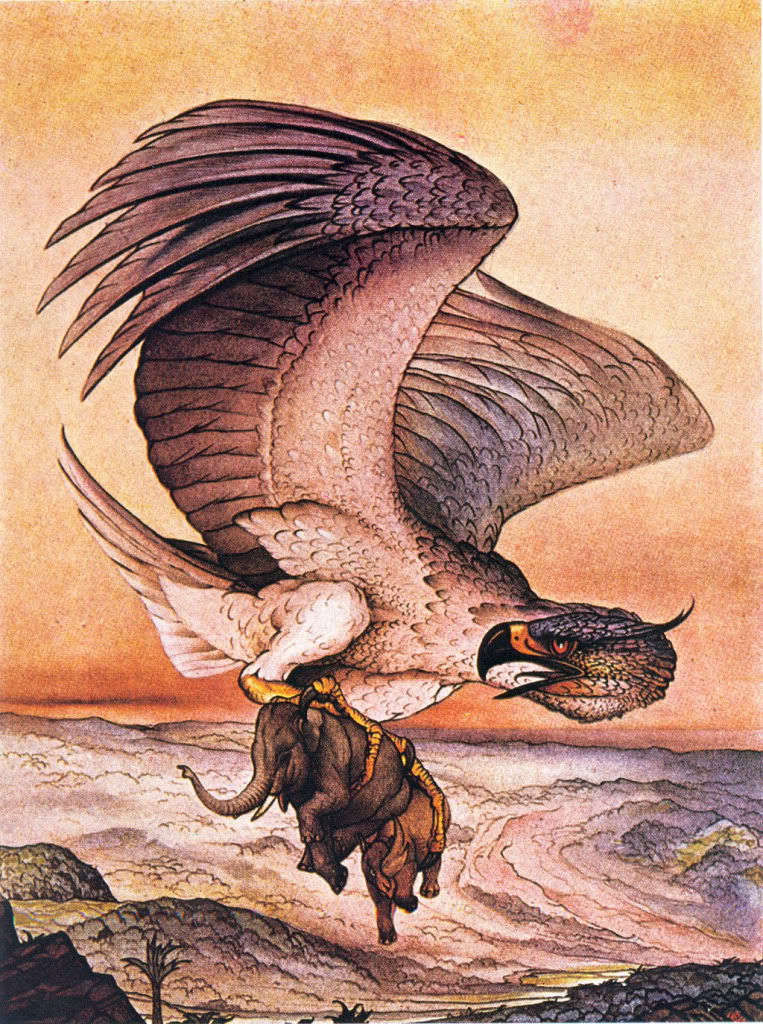
Pasărea roc.

Ca și celelalte povești din ciclul celor 1001 de nopți, și poveștile lui Sindbad au un cadru, după cum urmează: în zilele lui Harun al-Rashid, califul din Bagdad, un biet hamal (unul care transportă mărfuri pentru alții de la piață în tot orașul) face o pauză să se odihnească pe o bancă în fața porții casei unui negustor bogat, unde se plânge lui Allah despre nedreptatea unei lumi care permite bogaților să trăiască fără probleme, în timp ce el trebuie să trudească și, totuși, să rămână sărac.
Proprietarul casei îl aude și trimite pe cineva să-l aducă la el, constatând cu uimire că acesta se numește Sindbad, la fel ca și el. Bogatul Sindbad îi spune săracului Sindbad că el a devenit bogat „datorită norocului și soartei” în cursul a șapte călătorii minunate, pe care începe apoi să le povestească.

### Prima călătorie a lui Sindbad

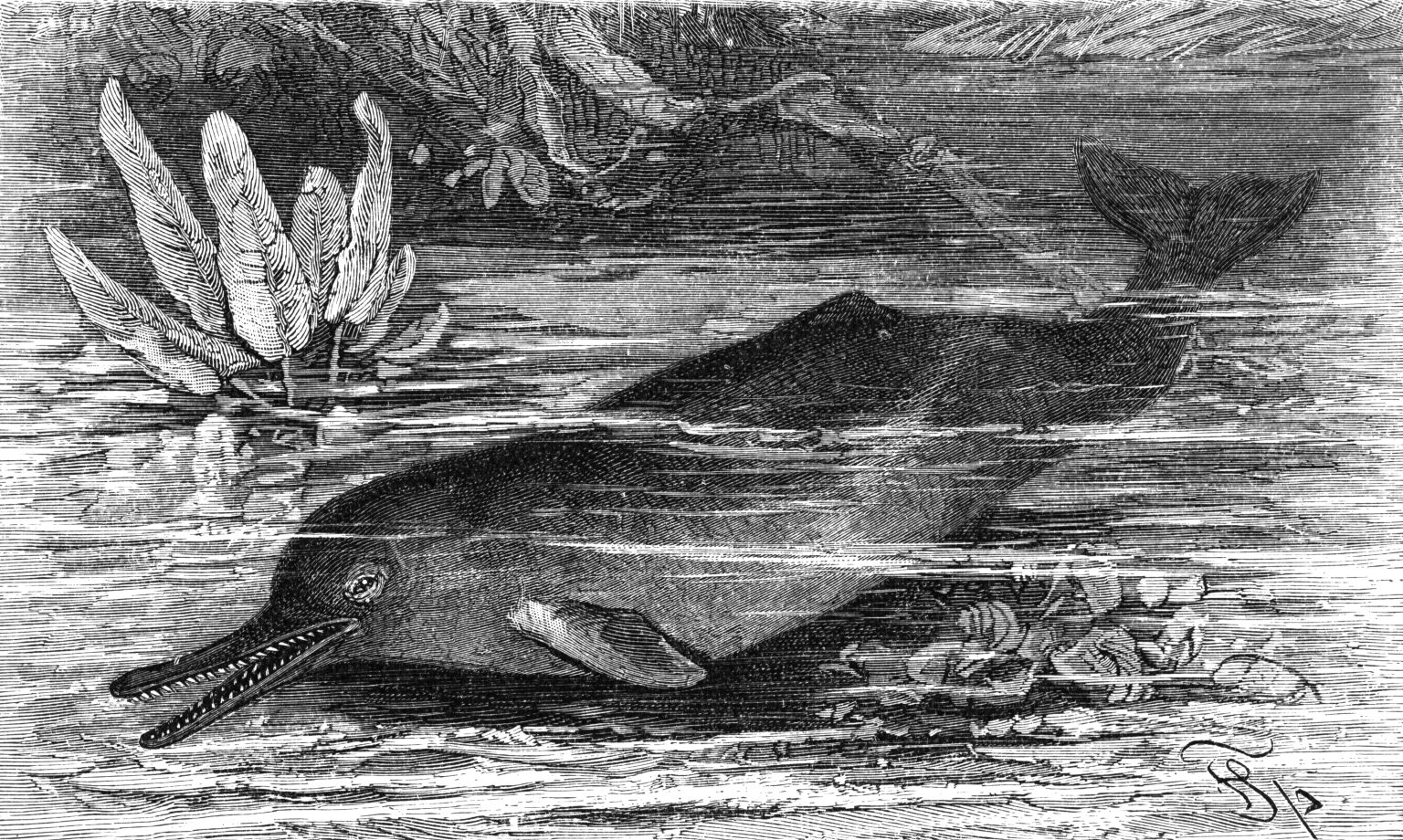
Balena uriașă.

După risipirea bogățiilor lăsate de către tatăl său, Sindbad merge pe mare pentru a-și reface averea. Nava acostează pe uscat, într-un loc ce pare a fi o insulă, dar această insulă se dovedește a fi o balenă uriașă adormită pe care copacii au prins rădăcini încă de pe când lumea era la începuturi. Trezită de un foc aprins de marinari, balena se scufundă în adâncuri, nava pleacă fără Sindbad, și Sindbad este salvat cu șansă de un jgheab de lemn care este trimis prin harul lui Allah. El se salvează pe o insulă dens împădurită. 
În timp ce explora insula pustie el se întâlnește cu unul dintre grăjdarii împăratului. Când Sindbad îl ajută să salveze iapa împăratului, pe cale de a fi înecată de un cal de mare (nu un cal de mare așa cum îl știm, ci un cal supranatural care trăiește sub apă), grăjdarul îl duce pe Sindbad în fața împăratului. Împăratul se împrietenește cu Sindbad și astfel el devine un favorit al acestuia și ajunge un curtean de încredere. 
Într-o zi, nava pe care călătorise Sindbad acostează pe insulă, iar el își revendică bunurile sale (care erau încă în așteptare pe navă). Sindbad oferă împăratului toate bunurile sale și, în schimb acesta îi dă cadouri bogate. Sindbad vinde aceste cadouri pentru un mare profit și revine la Bagdad, unde duce o viață ușoară, plină de plăceri. La încheierea poveștii, Sindbad marinarul îi face hamalului Sindbad un cadou de o sută de piese de aur, și îi poruncește să se întoarcă a doua zi ca să audă mai multe despre aventurile sale.

### A doua călătorie a lui Sinbad

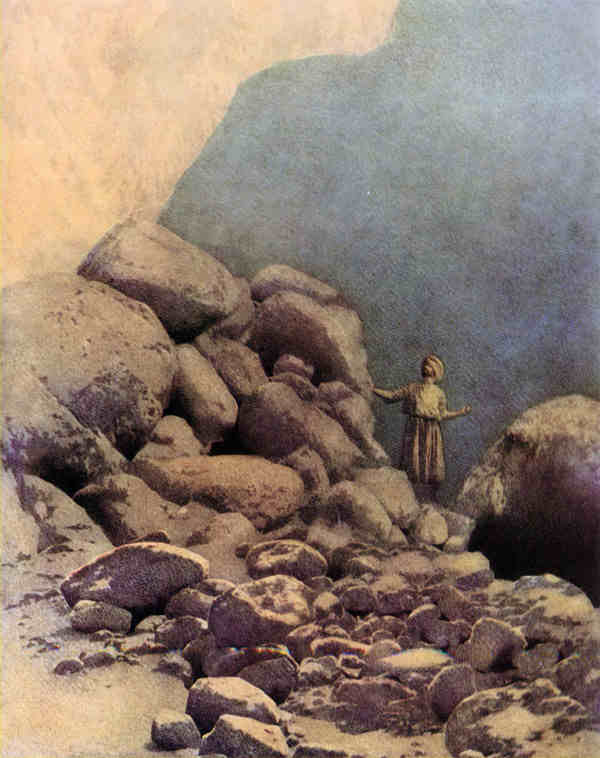
Sindbad în valea diamantelor.

În a doua zi de povestire a lui, Sinbad marinarul spune cum a crescut neliniștea vieții sale, deoarece o irosea în petreceri și timp liber, și a plecat din nou pe mare, „obsedat de gândul de a călători spre lumea bărbaților pentru a vedea orașele și insulele lor”. Accidental abandonat din nou de camarazii lui, el se trezește blocat pe o insulă pe care găsește ouă de pasăre roc⁠(en)[traduceți]. Simbad se agață de o astfel de pasăre și este transportat într-o vale cu șerpi uriași care pot înghiți elefanți; aceștia servesc ca pradă naturală păsării roc. 
Toată valea este acoperită de un covor de diamante, și comercianții recoltează aceste nestemate prin aruncarea unor bucăți imense de carne în vale: păsările transportă carnea înapoi la cuiburile lor, iar bărbații alungă păsările departe și adună diamantele care s-au lipit de carne. Viclean, Sinbad își leagă cu cureaua o bucată de carne la spate și este transportat înapoi la cuib, împreună cu un sac mare plin de pietre prețioase. Salvat din cuib de niște negustori, se întoarce la Bagdad cu o avere în diamante, văzând multe minuni de-a lungul drumului.

### A treia călătorie a lui Sinbad

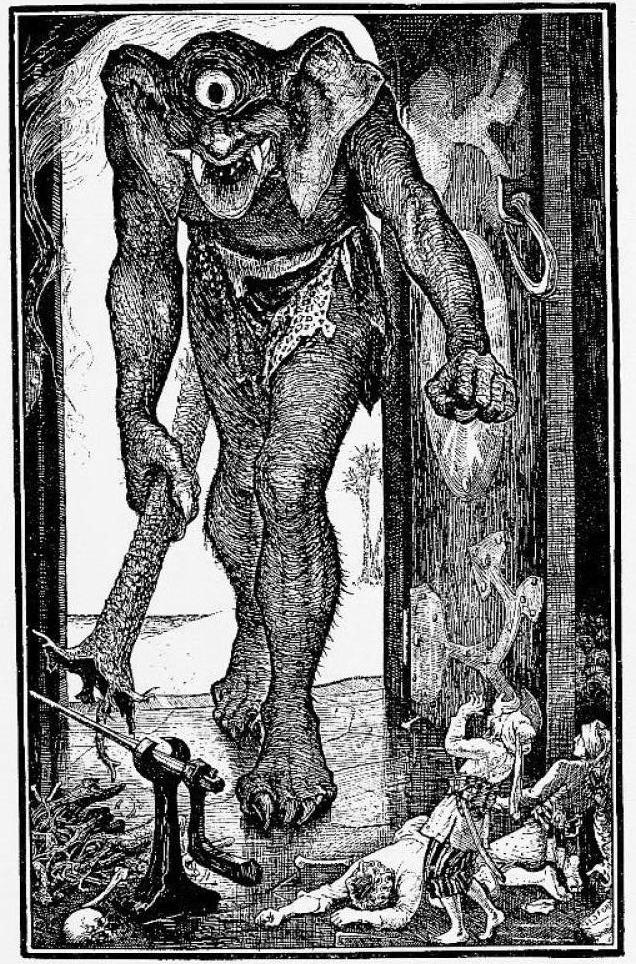
Sindbad și creatura din insulă.

Dornic mereu de călătorie și aventură, Sinbad s-a pregătit din nou să navigheze de la Basra. Dar dintr-o nefericită întâmplare, și el, și tovarășii săi sunt aruncați pe o insulă unde sunt capturați de către „o creatură uriașă cu asemănare de om, negru la culoare, ... cu ochii ca niște cărbuni de foc și cu niște dinți mari, canini, ca niște colți mari de mistreț și cu o gură mare, căscată ca gura unei peșteri. Mai mult decât atât, el avea buzele moi, cum ar fi cele de cămilă, atârnând pe piept, și  două urechi uriașe care îi atârnă peste umăr, iar unghiile de la mâinile lui erau ca ghearele de leu.” Acest monstru începe să mănânce echipajului, începând cu căpitanul Reis, care este cel mai gras. (Burton notează că gigantul „este distinct de Polifem”).
Sinbad pune la cale un plan pentru a orbi fiara (din nou, paralelă evidentă cu povestea lui Polifem din Odiseea lui Homer), cu două fiare încinse. Monstrul aruncă fiarele, cauzând incendierea și pierderea navei. Simbad și oamenii rămași scapă pe o plută pe care au construit-o cu o zi înainte. Cu toate acestea, monstrul aruncă cu pietre, lovindu-i și omorând mai mulți dintre bărbați, doar puțini scapă să nu fie uciși. După aventuri suplimentare (inclusiv un piton gigantic de care Sinbad scapă folosindu-și istețimea lui ascuțită), se întoarce la Bagdad, mai bogat ca niciodată.

### A patra călătorie a lui Sinbad

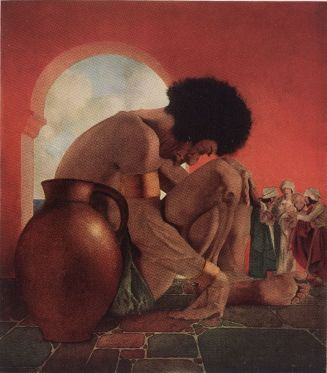
Sindbad îngropat în peșteră.

Îndemnat mereu de neliniște, Sinbad simte nevoia de a călători din nou pe mări, și, ca de obicei, naufragiază. Sălbaticii goi printre care se trezește, îi hrănesc pe tovarășii săi cu o plantă care le ia mințile (Burton teoretizează că aceasta ar putea fi bhang⁠(en)[traduceți], un preparat din cannabis), înainte de a-i îngrășa pentru a-i mânca. Sinbad își dă seama de ceea ce se întâmplă, și refuză să mănânce plantele care induc nebunie. Deoarece canibalii și-au pierdut interesul pentru el, Simbad scapă. Niște culegători de piper îl transportă pe propria lor insulă, unde regele lor se împrietenește cu el și îi dăruiește o soție frumoasă și bogată.
Mai târziu Sinbad află de un obicei ciudat de-al locului: când unul dintre partenerii de căsătorie moare, cel rămas este îngropat de viu împreună cu cel mort, în hainele lui cele mai bune și cu cele mai costisitoare bijuterii. Soția lui Sinbad se îmbolnăvește și moare la scurt timp după căsătorie, lăsându-l pe Sinbad prins într-o peșteră, un mormânt comun, cu un ulcior de apă și șapte bucăți de pâine. Atunci când aceste rezerve sunt aproape epuizate, un alt cuplu - soțul mort, soția în viață - sunt aruncați în cavernă. Sinbad o omoară pe femeie și ia rațiile ei.
Astfel de episoade continuă; curând el are o rezervă considerabilă de pâine și apă, precum și aur și pietre prețioase de la cadavre, dar nu este încă în măsură să scape, până înr-o zi când un animal sălbatic îi arată o ieșire spre exterior, deasupra mării. De aici o navă care trece îl salvează și îl duce înapoi la Bagdad, unde el dă de pomană săracilor și își reia viața de plăcere. (Burton comentează în nota de subsol: „Această poveste este inspirată în mod evident de la evadarea lui Aristomene din Messinia din groapa în care fusese aruncat, o vulpe fiind ghidul său. Într-o zi, mai devreme, arabii au fost elevi dornici de literatură greacă...”) În mod similar, prima jumătate a călătoriei seamănă cu episodul Circe din Odiseea, unde oamenii lui Ulise sunt hrăniți cu un fruct magic care le privează de simțuri.

### A cincea călătorie a lui Sinbad

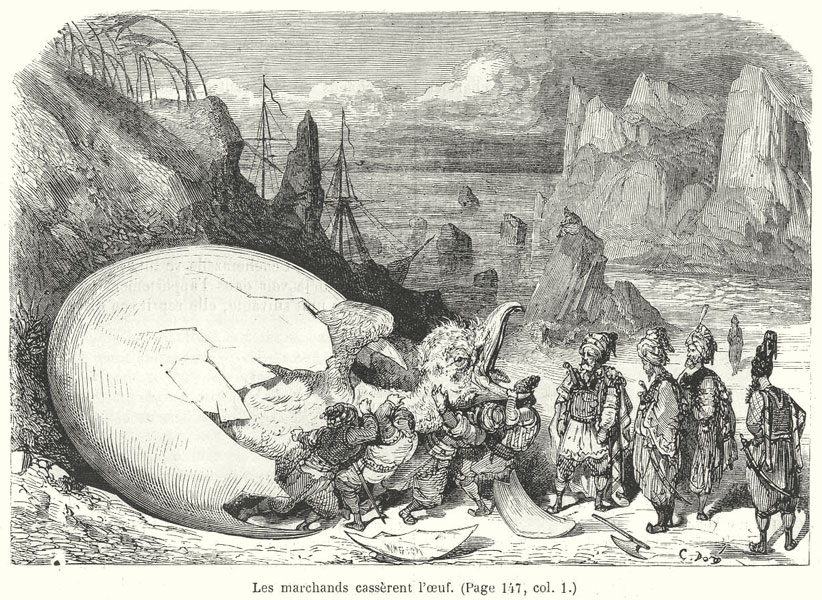
Sindbad în a cincea călătorie

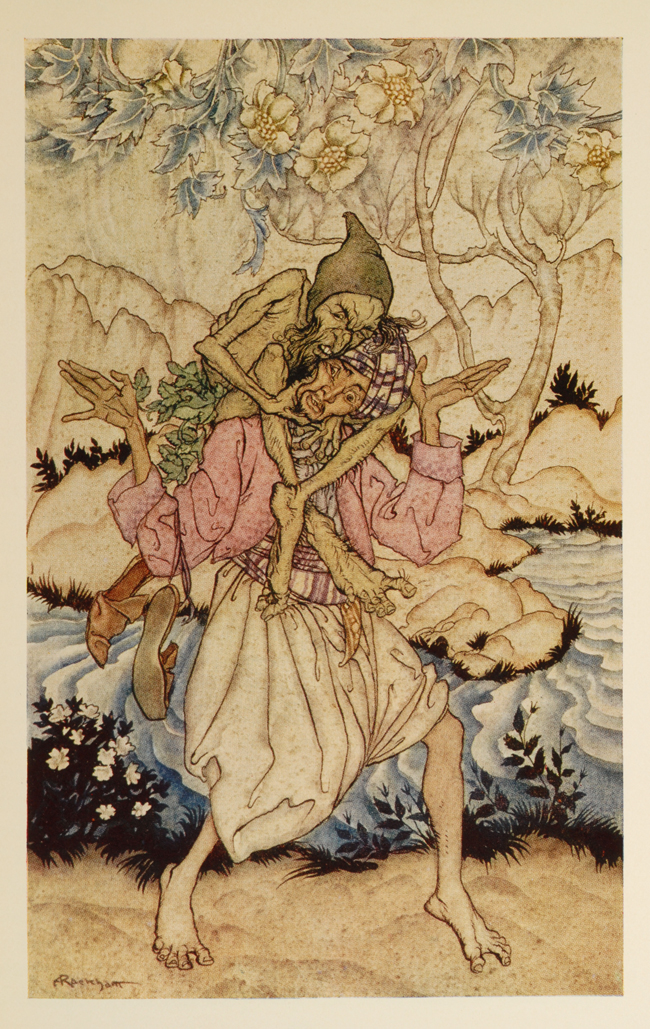
Sindbad încălecat de Bătrânul mării.

„Când am stat o vreme pe țărm, după a patra mea călătorie, și atunci când, în confort și plăceri m-am înveselit și m-am bucurat  de câștigurile mele mari și de profituri, am uitat de toate pericole și suferințe pe care le-am îndurat. Omul care sunt a fost din nou cuprins de dorința de a călători și de a vedea țări străine și insule.” Ajuns în curând pe mare din nou, în timp ce trece pe lângă o insulă pustie, echipajul lui Sinbad zărește un ou gigantic, pe care Sinbad îl recunoaște ca aparținând unei păsări roc. Din curiozitate, pasagerii navei debarcă pentru a vedea oul, dar ajung să-l spargă și, găsind în el un pui, vor să-l mănânce. Sinbad recunoaște imediat nebunia comportamentului lor și dă ordinul ca toți să se întoarcă la bordul navei. Cu toate acestea, pasărea roc mamă înfuriată prinde în curând nava și o distruge cu bolovani gigantici pe care îi aruncă cu ghearele ei.
Naufragiat din nou, Sinbad este înrobit de Bătrânul mării⁠(en)[traduceți], care îl călărește pe umeri cu picioarele răsucite în jurul gâtului său și nu îi va da drumul, călărindu-l atât ziua cât și noaptea până când Sinbad își dorește moartea. (În nota de subsol Burton discută despre posibilele origini pentru bătrânul mării ca fiind urangutanul, pornind și de la obiceiul african de călărire în acest fel pe sclavi.)
În cele din urmă, Sinbad face vin și îi dă bătrânului să bea până acesta se îmbată bine. Sinbad îl ucide după ce bătrânul a căzut, și astfel scapă. O navă îl duce în Orașul maimuțelor, un loc în care locuitorii își petrec toate nopțile în bărci în afara orașului, în timp ce orașul lor este abandonat maimuțelor mâncătoare de oameni. Cu toate acestea, cu norocul său Sinbad găsește în cele din urmă o navă care să-l ducă încă o dată acasă la Bagdad.

### A șasea călătorie a lui Sinbad

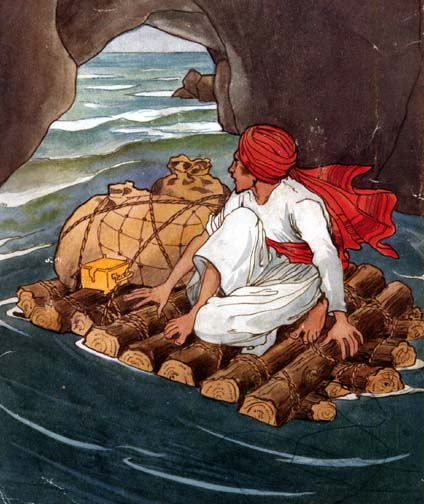
Sinbad în a șasea călătorie. Desen de Rene Bull (1870-1946)

„Sufletul meu tânjea pentru plecare și călătorie”. Sinbad este naufragiat din nou, de data aceasta destul de violent, căci nava lui este zdrobită pe stânci înalte. Nu există niciun fel de mâncare și tovarășii lui Sinbad ar fi murit de foame dacă el i-ar fi părăsit. Simbad construiește o plută și descoperă un pârâu care iese dintr-o cavernă de sub stânci. Albia acestuia se dovedește a fi umplută cu pietre prețioase și devine evident că la fluxurile de pe insulă curge ambră. Adoarme în timp ce călătorește prin întuneric și se trezește în orașul împăratului Serendib⁠(en)[traduceți] (vechiul nume al Ceylonului, astăzi Sri Lanka), unde „diamantele sunt în râurile sale și perle sunt în văile sale”.
Împăratul se minunează când Sinbad îi povestește despre regatul marelui Harun al-Rashid, și insistă ca acesta să ia un cadou înapoi la Bagdad, să îl dea Califului, o ceașcă sculptată dintr-un singur rubin, împreună cu alte cadouri, inclusiv un pat făcut din pielea unui șarpe care a înghițit un elefant („și cine șade pe el niciodată nu se îmbolnăvește”), și un sclav-fată „ca o lună strălucitoare” și multe alte minunății. Și așa Sinbad se întoarce la Bagdad, unde Califul se bucură foarte mult de cadourile aduse de Sinbad din țara Ceylon.

### A șaptea și ultima călătorie a lui Sinbad

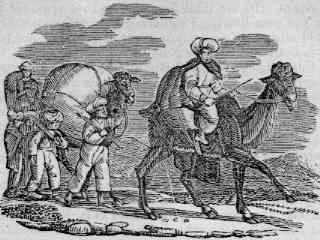
Caravana lui Sinbad în a șaptea și ultima sa călătorie.

Neobositul Sinbad navighează din nou, cu același rezultat ca de obicei. Aruncat pe un țărm pustiu, el construiește o plută și călătorește în josul unui râu din apropiere, ajungând într-un oraș mare. Aici șeful negustorilor îi dă de soție pe fiica sa, îl numește moștenitorul său, și apoi moare. Locuitorii acestui oraș se transformă o dată pe lună în păsări, iar Sinbad cere unuia dintre acești oameni-păsări să-l ducă la nivelurile superioare ale cerului, unde aude îngerii slăvindu-l pe Allah. „Am privit, m-am minunat și am exclamat: «Lăudat fie Allah! Preamărită fie perfecțiunea lui Allah!»”
Dar imediat după cuvintele sale vine mult foc din cer care distruge multe păsări-bărbați. Oamenii-pasăre sunt supărați pe Sinbad și el fuge pe un vârf de munte, unde întâlnește doi tineri, care sunt slujitorii lui Allah și care-i dau un toiag de aur; revenind în oraș, Sinbad află de la soția sa că oamenii-păsări sunt demoni, dar ea și tatăl ei nu sunt din soiul lor. Și astfel, la sugestia soției sale, Sinbad își vinde toate bunurile și se întoarce împreună cu ea la Bagdad, unde în cele din urmă reușește să trăiască în liniște și să se bucure de averea sa, fără să mai caute noi aventuri.

## Sinbad în cultura populară
Starea cvasi-iconică a lui Sinbad în cultura occidentală a dus la situația ca numele lui să fi însușit într-o gamă largă de utilizări în ambele contexte: cele serioase și cele nu chiar grave, frecvent doar cu o conexiune slabă la poveștile originale.

## Ecranizări
Multe filme, seriale de televiziune, desene animate, romane și jocuri video s-au făcut, oferindu-l pe Sinbad nu ca pe un comerciant care se întâmplă să cadă în aventuri, ci ca pe un elegant drăcușor, îndrăzneț căutător de aventură.
Filme
- Sinbad the Sailor (1935)
- Popeye the Sailor Meets Sindbad the Sailor (1936)
- Arabian Nights (1942)
- Sinbad the Sailor (1947)
- Son of Sinbad (1955)
- The 7th Voyage of Sinbad (1958)
- 1963 Sindbad marinarul (Captain Sindbad)
- Simbad e il califfo di Bagdad (1973)
- The Golden Voyage of Sinbad (1973)
- Adventures of Sinbad the Sailor (1974)
- Sinbad and the Eye of the Tiger (1977)
- Sinbad of the Seven Seas (1989)
- Sinbad (1993)
- Sinbad: Beyond the Veil of Mists (2000)
- Sinbad: Legend of the Seven Seas (2003)
- Sinbad and The Minotaur (2011)
- Sinbad: Sora Tobu Hime to Himitsu no Shima (2015)

Seriale TV
- Sinbad Jr. and his Magic Belt (1965)
- Arabian Nights: Sinbad's Adventures (1975)
- The Fantastic Voyages of Sinbad the Sailor (1996)
- The Adventures of Sinbad (1996)
- Sinbad (2012)

## Vezi și
- O mie și una de nopți

## Legături externe
Materiale media legate de Sinbad marinarul la Wikimedia Commons
- en Mart, Stefan, Story of Sindbad The Sailor, DE.
- 21 Ilustrații cu Sindbad de Stefan Mart (1933)